# Half Moon Bay (Stadt, Kalifornien)
Half Moon Bay ist eine Stadt im San Mateo County im US-Bundesstaat Kalifornien, an der Westküste der San-Francisco-Halbinsel. Sie hat 11.795 Einwohner (Stand: 2020). Das Stadtgebiet hat eine Größe von 16,8 km².

## Geschichte
Nach der Säkularisierung der  Mission San Francisco de Asís wurde die als Weideland genutzte Gegend um 1840 als Land-grant vergeben. Unter dem Namen San Benito, später Spanishtown genannt, entwickelte sich die erste Ortschaft des San Mateo Countys. Zusätzlich zur Landwirtschaft siedelte sich Fischindustrie an. 1874 erfolgte die offizielle Umbenennung in Half Moon Bay.
Auch nach Anschluss an die Ocean Shore Railroad 1907 entwickelte sich die Gegend nur langsam. Der Bau der Pedro Mountain Road 1914 verbesserte die Verbindung nach San Francisco und trug vermutlich bei zum Ende der Bahnstrecke 1920. Am 1. Dezember 1921 lief die USS DeLong in der Half Moon Bay auf Grund.
Während der Prohibition nutzten Rum-Schmuggler den dichten Nebel und versteckte kleine Buchten in der Gegend. Nach dem Ersten Weltkrieg setzte das Wachstum ein und führte zum Stadtrecht 1959. Im Zuge der Weltfinanzkrise 2007–2008 und einem Einbruch des Tourismus stand die Stadt kurz vor der Zahlungsunfähigkeit.

## Wirtschaft
Die Stadt liegt rund 40 km südlich von San Francisco und etwa 15 km westlich von San Mateo (Kalifornien) am Südende der Half Moon Bay, einer Bucht an der Pazifikküste. Sie ist einer der wenigen Orte in der dünn besiedelten Westhälfte der San-Francisco-Halbinsel. Es gibt einen Hafen und den  Half Moon Bay Airport.
Der Spezialfilmkamerahersteller GoPro sowie der ehemalige Fruchtsafthersteller Odwalla haben bzw. hatten ihren Hauptsitz in Half Moon Bay.
Größter Arbeitgeber vor Ort ist das Ritz-Carlton Half Moon Bay.

## Der Strand
Der Strand von Half Moon Bay ist vor allem für Partys sehr beliebt, da er von beiden Seiten von mächtigen Felsen eingeschlossen wird und es auch keinen direkten Zugang gibt, weshalb nächtliche Polizeikontrollen kaum zu befürchten sind. Einziger Zugang zum Strand ist ein schmaler Pfad, der nur zu Fuß zu passieren ist. Hier nahm Annie Leibovitz 1968 ihr erstes signifikantes Foto auf: Blick durch eine halb geöffnete Autotür auf die Bucht.

## Mavericks
Am Mavericks-Cliff, einem Unterwasserfelsen vor dem Pillar Point am Nordende der Half Moon Bay, etwa 400 m südwestlich von Pillar Point und 600 m westlich der Hafenmole von Pillar Point Harbor, brechen die Pazifikwellen aufgrund der besonderen Form des Meeresbodens besonders hoch. Nach starken Winterstürmen erreichen die Brecher hier routinemäßig Höhen von 7,5 Metern und Spitzenwerte von 25 Metern. Die Mavericks gelten daher als sogenannter Big-Wave-Spot.

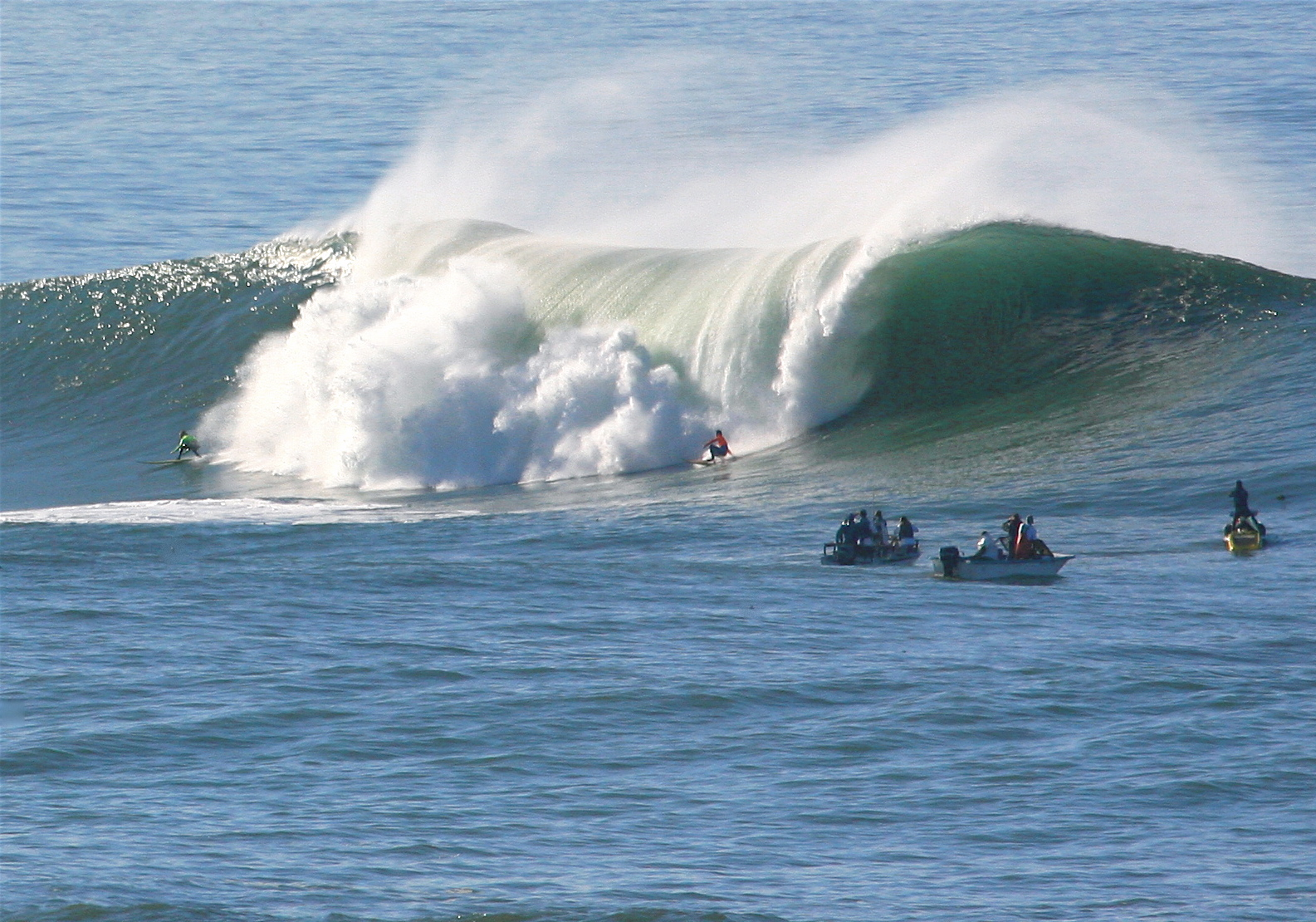
Surfer am Mavericks-Cliff
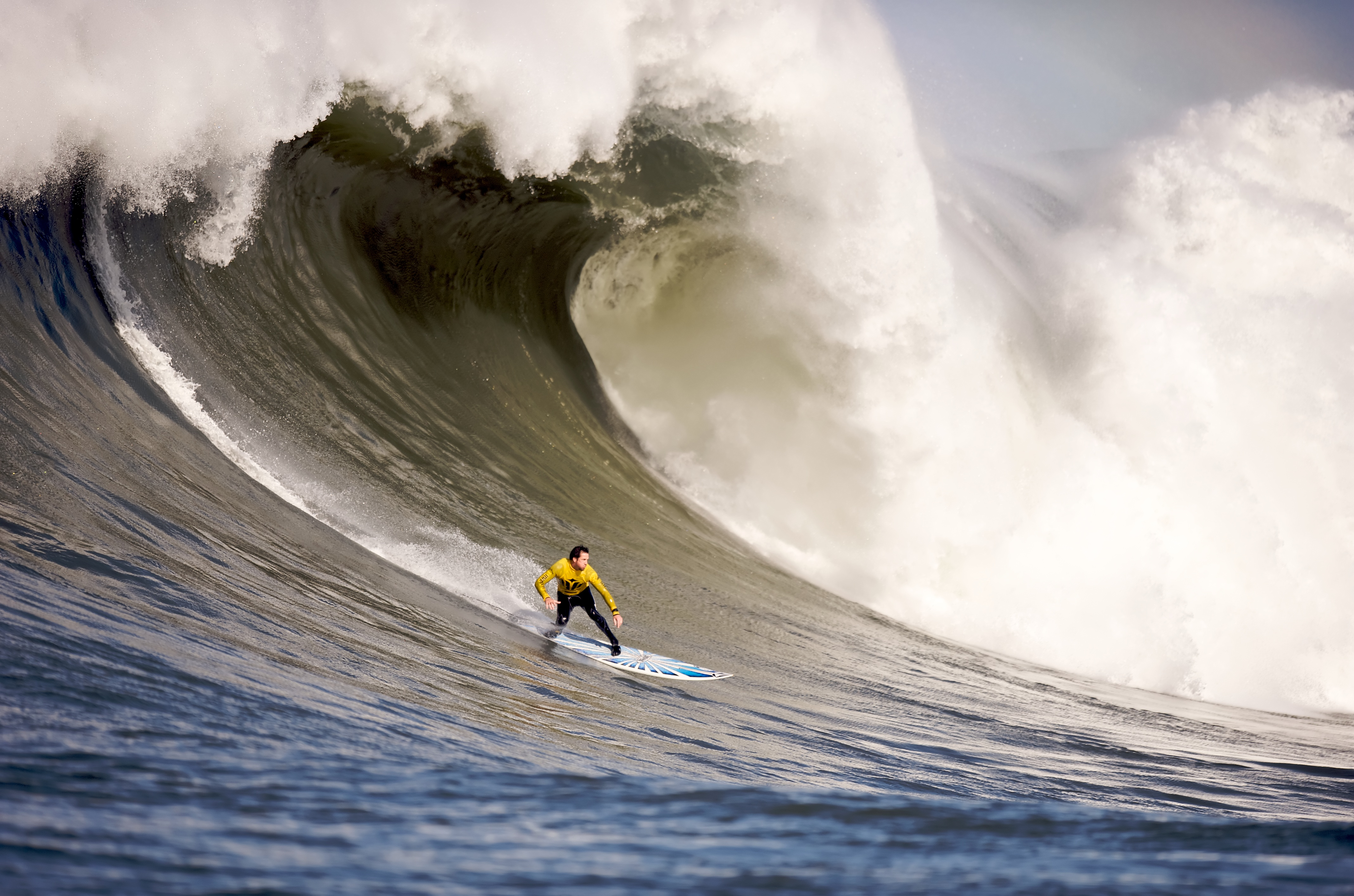
Big Wave-Bedingungen bei Maverick